# Sitio Arqueológico Cerro Macatón
El sitio arqueológico de Cerro Macatón se encuentra ubicado en el valle bajo del río Chancay-Huaral, en la margen derecha del mismo, sobre una pampa ubicada en la parte baja septentrional del cerro Macatón, cerro de gran elevación que alcanza hasta los 614 m s. n. m., la cual se trata de una estribación andina aislada de grandes dimensiones y asociado a otras estribaciones, constituyéndose en el más elevado del valle bajo y que en períodos prehispánicos tuvo una gran importancia, constituyéndose como una de las paqarinas del antiguo poblador Chancayano y que en la parte superior presenta numerosos sitios principalmente ceremoniales

## Ubicación política
El sitio arqueológico de Cerro Macatón está ubicado en el asentamiento humano “El Ángel de Macatón”, el cual fue creado en el año 1993, perteneciente a la Provincia de Huaral, Departamento de Lima.

## Arquitectura en Macatón
Se puede proyectar la necesidad contemporánea de la sociedad en las que se vinculan la arquitectura civil, que consiste en la construcción de viviendas que están rodeando a los lugares de importancia, la arquitectura residencial orientada a la construcción de ambientes amplios que son parte de centros administrativos de la sociedad, la construcción de monumentos de carácter religioso ubicados en la parte céntrica de la población y por último  la arquitectura funeraria que esté elaborado por un estatus social del individuo, normalmente se encuentran separadas del área urbana y en algunos casos por un muro perimétrico.
La construcción arquitectónica de recintos en Macatón procede con la medición longitudinal, vertical y transversal de los muros que ha permitido identificar y tener conceptos claros de los factores que aceleran su deterioro, así como también identificar la tecnología arquitectónica en Macatón que buscaba Ia estabilidad y solidez de los muros de tapia. Sin embargo los datos no se puede corroborar debido a que la planta trapezoidal ha desaparecido por completo a causa de la frontera agrícola, no obstante existen dos fases de ocupación en Macatón, la primera que se relaciona con los eventos funerarios y la segunda con la construcción de los espacios arquitectónicos con características del Horizonte Tardío.

## La Tapia
Son trozos de pared que se levantan con tierra amasada y apisonada con objetivo de base plana y que tiene peso para encontrarlo en una horma rectangular de manera horizontal.
La tapia está construida a base de cañas colocadas de manera horizontal logrando alcanzar la longitud deseada, estos moldes son flexibles y de fácil manipulación debido a que era factible utilizar el mismo molde. El elemento primordial de una tapia es el relleno que no presenta excesiva cantidad de arena debido a la salinidad en la costa, normalmente esta masa se compone de un 20% de arena, 50% de tierra, 20% de arcilla y el otro 20% de material desgrasante. En la actualidad se encuentra deteriorada pero aún guarda rasgos constructivos
como sus dimensiones que han variado midiendo hasta 2.48 metros y una anchura que varia los 0.70 metros pero con el mal estado de los muros no se permite registrar otros tipos de elementos arquitectónicos. La información registrada revela que para dar firmeza y estabilidad a los muros se debe utilizar piedras de canto rodado para posteriormente ser erigidos a los muros de tapia. Esta característica es recurrente en los sectores de muros secundarios como también muros que  hizo la habilitación de una zanja poco profunda y que en este sector es ocasional el uso de piedras en el basamento.

## Contexto Funerario
La matriz funeraria está ubicada debajo de los pisos arquitectónicos 1, 2, 3 y 4, esta es una fosa que posee una forma rectangular de un perímetro de 2 metros y una profundidad de 3.5 metros.
El fardo funerario N°.1 posee dimensiones pequeñas, exactamente 0.60 metros de largo y 0.34 metros de altura (por estas dimensiones se presume que haya pertenecido a un niño) y se encuentra cubierto por una tela llana de colores rojo y negro, y una malla hecha de cuerdas torcidas que la cubren totalmente.
El fardo funerario N°.2 se presume que pertenecía a una persona adulta que estaba colocada en posición vertical, la persona fue colocada sentada flexionando las rodillas hacia el pecho. El sujeto fue envuelto en su totalidad con textiles y fue atado con una cuerda torcida.
El fardo funerario N°.3 posee dimensiones medianas, exactamente 0.56 metros de altura y 70 metros de longitud, se encuentra ubicado en forma horizontal y está cubierto por un manto de color beige así como también rodeado por los frutos de plantas típicas como el pacae, yuca y algunas otras deshidratadas por el tiempo
El fardo funerario N°.4 está envuelto en su totalidad por un textil de tela llana y no presenta ningún tipo de cuerdas, por sus dimensiones se estima que perteneció a una persona mediana pues posee 0.70 metros de longitud por 0.50 metros de altura y entre los objetos que lo rodean está una cerámica a la que se conoce como Cuchimilco.